# マイミーオ
MyMio（マイミーオ）とは、かつてブラザー工業が製造しブラザー販売が販売していた、家庭用のインクジェットプリンター（複合機）のブランドである。

## 概要
他社のインクジェット複合機に比べて高さ寸法を抑えたコンパクトな本体を特徴とする。以前は「デジタル多機能機」「薄型デジタル複合機」という独自のカテゴリーの商品として位置づけられていたが、その後、「薄型インクジェット複合機」となった。
2003年2月に初代 （MFC-100/150CL）が登場。このときの本体の高さは13cmと十分に薄型・コンパクトであったが、その翌年には背面給紙から前面2段トレイ給紙としたことで本体背面がフラットになり、同時にダウンサイジングが行われた。
2010年9月発表のラインナップまでは、インクジェットプリンターではあるもののファクス搭載機種（MFC型番）をメインストリームに据え、家庭用卓上G3ファクスからの買い換えを狙った商品展開を行ってきた。2011年・2012年モデルのラインナップではファクス非搭載（DCP型番）の製品を前面に押し出し、従来から踏襲するコンパクトな本体サイズに加え、最大の開発テーマ「必要十分な高画質とコストメリットの両立」「市場内3位の地位の確立」をアピールする。
大手カメラ・家電量販店の売場構成において、以前は家庭用ファクス売場に置かれているケースが圧倒的多数であったが、インクジェットプリンター市場におけるブラザーの知名度が高まるにつれ、他社製品と同じくプリンター・複合プリンター売場に置かれるようになった。
なお、MyMioというネーミングは "My Multi-information Organizer" という製品コンセプトに由来するともいわれる。
2012年8月にブランド名を現在の「プリビオ(PRIVIO)」に改めることとなり、「マイミーオ」は新モデルへの移行により9年でブランドを終息することとなった。

## 製品ラインナップ
2012年モデル以降の機種はプリビオ#製品ラインナップを参照。

### 2003年モデル
1月27日に発表、2月に発売された「マイミーオ」の初代モデル。立ち上げ当初はファクス付の以下の3機種からスタートした。
MFC-100
MFC-150CL/CLW
150CLはコードレス子機を同梱し、フォトメディアキャプチャーや留守番電話機能を備えた高機能モデル。150CLWは子機2台付モデル。

### 2004年モデル
2004年7月に発表され、初のモデルチェンジ。ラインナップが5機種に増やされた。
給紙方法を2003年モデルの背面給紙から「下給紙カセット機構」による前面給紙に変更したことで背後の無駄なスペースが無くなり、幅や奥行きが短くなったことで本体サイズが小型化された。
DCP-110C
プリンタ・カラーコピー・スキャナとフォトメディアキャプチャーに特化した初のファクス非搭載モデル。品番も"DCP"となる（"DCP"品番は「プリビオ」に移行した現在も続けられている）。
MFC-410CN
MFC-610CLN/CLWN
MFC-620CLN
全ての機種でネットワークに標準対応し、子機付モデルの610CLN/610CLWN/620CLNは受話器が台座ごと着脱可能な「取れちゃう受話器」を採用。最上位の620CLNには複数原稿の連続読取を可能にするADF（自動原稿送り装置）が搭載された。

### 2005年モデル
8月に2機種、10月に3機種を発表し、順次モデルチェンジされた。
DCP-115C
110Cの後継モデルで、内蔵メモリ容量を16MBに倍増、デジカメプリントの解像度が従来の4倍となる2,400×1,200dpiへ向上され、従来はモノクロのみだったページレイアウトコピーがカラーでも可能となった。
MFC-425CN
MFC-615CL
MFC-830CLN/CLWN
410CNの後継モデルとなる425CNは最大10枚までの原稿をセット可能な薄型のADFを搭載。610CLN/CLWNの後継モデルとなる830CLN/830CLNWは2.5インチのカラー液晶が搭載され、受信したファクスの内容を画面上で確認可能な「みるだけ受信」に対応（モノクロのみ）。子機はホワイトバックライトを備えたピュアホワイト液晶が搭載された。いずれの機種もPCファクスは送信に加え、受信も可能となった。615CLは610CLNからネットワーク機能を省いたモデルである。
なお、830CL/830CLWNは本体の発信・着信履歴からダイヤルした後に、本体の電話帳機能や着信履歴からダイヤルした場合、発信・着信履歴に残っている別の番号にダイヤルしてしまう、ファクスのタイマー送信予約がされている間に電話やファクスを使用すると予約していた番号ではなく、発進・着信履歴に残っている別の番号にファクスが送信されてしまう不具合がユーザーからの指摘により判明したため、12月28日に出荷を停止することを発表し、12月31日からはインターネット経由によるソフトウェアアップデートも行われた。

### 2006年モデル
1月にSOHO向けのハイエンドモデル2機種、8月に3モデル・4機種を追加し、6機種に拡大された。
また、DCP-330C/750CN、MFC-850CDN/850CDWNはプリントヘッドとインクカートリッジを分離してチューブでつなぐプリントエンジンの採用によりコンパクト化され、印刷時における本体の横揺れを低減するとともに、印刷スピードの向上、プリント最高解像度の高解像度化（6,000×1,200dpi）も実現した。
DCP-330C
DCP-750CN
115Cの後継モデルとなる330Cは2インチカラー液晶が搭載され、前面トレイは大きさが異なる2つの用紙を同時にセット可能なスライドトレイを採用。新モデルの750CNはカラー液晶ディスプレイが2.5インチとなり、無線LAN（IEEE802.11b/g）を搭載した。
MFC-820CN
MFC-840CLN
MFC-850CDN/CDWN
840CLNは620CLNの後継モデルで、830CLN/830CLWN同様に2.5インチのカラー液晶ディスプレイが搭載され、「みるだけ受信」に対応。子機にピュアホワイト液晶が搭載され、PCファクスの受信も可能となった。820CNは840CLNからコードレス子機と電話機能を省いたファクス付モデルとなる。830CLN/830CLNWの後継モデルとなる850CDN/850CDNWはデジタル複合機で初のデジタルコードレス子機となり、カラー液晶ディスプレイは4.2インチワイドビューに大型化された。

### 2007年モデル
1月にビジネスユーザー向けの3モデル・4機種を発表、9月に6モデル9機種が発表された。
DCP-155C
DCP-350C
350Cは330C後継のシンプルモデルで、USBポートを搭載してUSBフラッシュメモリ（容量8GB）からのダイレクトプリントにも対応。色補正を自動で行う画像補正機能も搭載された。155Cは16文字の1行液晶を搭載したエントリーモデル。USBフラッシュメモリからのダイレクトプリントには対応するが、画像補正機能は搭載されない。
MFC-460CN
MFC-630CD/CDW
MFC-860CDN
425CN/615CL/840CLNの後継モデル。プリントエンジンの改良によるコンパクト化、高速印刷、高解像度を実現するとともに、カラー液晶を搭載（460CN/630CD/630CDWは2.5インチ、860CDNは4.2インチワイドビュー）。子機付モデルの630CD/630CDW/860CDNは850CDN/850CDWN同様にデジタルコードレス子機となり、460CNには無線LAN（IEEE802.11b/g）が搭載された。
MFC-480CN
MFC-650CD/CDW
MFC-870CDN/CDWN
MFC-880CDN/CDWN
460CN/630CD/630CDWの後継モデルとなる480CN/650CD/650CDWはディスプレイを3.3インチワイドビューに大型化。870CDN/870CDWN/880CDN/880CDWNの4機種は従来、同じ2.4GHz帯を使用するために起こった無線LANとデジタルコードレス子機の電波干渉をほとんど影響のない水準まで低下したことで、ファクス付複合機で日本初となるデジタルコードレス子機同梱で無線LAN搭載を実現したモデルとなる。

### 2008年モデル
9月に6モデル・8機種が発表された。
DCP-165C
DCP-385C
DCP-535CN
155Cの後継となるエントリーモデルの165C、350Cの後継となるスタンダードモデル385C、750CNの後継となるハイスペックモデルの535CNの3機種を一斉にモデルチェンジ。385Cと535CNはディスプレイが3.3インチワイドビューへ大型化された。
MFC-490CN
MFC-670CD/CDW
MFC-930CDN/CDWN
650CD/CDWの後継となる670CD/CDWと、880CDN/CDWNの後継となる930CDN/CDWNはタッチパネルが搭載され、670CD/CDWは4.2インチに大型化された。

### 2009年モデル
9月に7モデル・11機種を発表。インクの使用量を抑えることが可能な「インク節約モード」が搭載された。
DCP-390CN
DCP-595CN
385Cの後継モデルとなる390CNは有線LANを搭載しネットワークに対応した。
MFC-495CN
MFC-675CD/CDW
MFC-695CDN/CDWN
MFC-735CD/CDW
MFC-935CDN/CDWN
735CD/CDWと935CDN/CDWNの2機種はTFTタッチパネル液晶を5インチに大型化された。

### 2010年モデル
8月末に7モデル・11機種を発表。無線プリント搭載機種においては、専用のアプリケーションをダウンロードすることでiPhone/iPod touch/iPadからのプリントやスキャンに対応した。また、全ての機種のディスプレイがTFT液晶へ統一された。
DCP-J515N
DCP-J715N
MFC-J615N
MFC-J700D/DW
MFC-J800D/DW
MFC-J850DN/DWN
MFC-J950DN/DWN
J800D/DWとJ850DN/DWNの2モデルには、パーソナルファクス並びにインクジェット複合機で初めてとなる無線ファクス機能を搭載。この機能は子機の充電台を兼ねる通信ボックスを電話回線と接続し、通信ボックスと本体間のファクスデータは無線LANで送受信を行うことで、プリンター本体は電話回線が無い場所でも設置が可能となった。このため、無線ファクス搭載機種は「マイミーオ フリー」の副愛称がつけられている。また、従来は上位モデルのみだったタッチパネルをコードレス子機付モデル全機種に拡大。最上位となるJ950DN/DWNにはRSSリーダー機能も搭載された。

### 2011年モデル
9月に7モデル・11機種を発表。無線ファクス搭載モデル「マイミーオ フリー」を除く全ての機種でプリントヘッドのノズルを高密度化し、用紙の搬送構造を改良することで印刷スピードを高速化した。また、タッチパネルは全モデル標準搭載となったが、DCP-J525NとMFC-J705D/DWは1.9型STN液晶へ変更された。
2010年までの無線LAN対応モデルの外装キャビネットにあしらわれてきた“WIRELESS”のロゴ印刷（DCP-750CN等、一部機種ではバッジ）が、この代から“WiFi”表記に変更された。
DCP-J525N
DCP-J725N
DCP-J925N
J925Nは自動両面プリントとディスクレーベルプリントに対応。なお、J725Nは当初、2012年春の発売予定であったが、流通限定モデルとなった。
MFC-J705D/DW
MFC-J805D/DW
MFC-J825N
MFC-J855DN/DWN
MFC-J955DN/DWN
J825NとJ955DN/DWNはJ925N同様、自動両面プリントとディスクレーベルプリントに対応した。

## マイミーオ×らき☆すた「まいみ～お応援ぷろじぇくと」
『らき☆すた』とのコラボレーション企画。2008年9月4日、同社の創業100周年記念として東京国際フォーラムで開かれた「Brother World JAPAN 2008」より行われた。その後、秋葉原エンタまつりやコミックマーケットといったイベントに参加、『らき☆すた』の連載誌であるコンプティークでも紹介ページが連載されたほか、2009年1月には鷲宮神社でもイベントを行い、2009年3月末をもって一連のプロジェクトが終了した。
出展しているマシンはいずれもDCP-385Cの天板（スキャナのカバー）にキャラクターが描かれている。
同社では「個性あふれる創作活動に日々励む皆様への応援作戦」としており、「豊富なプリンターラインアップで、皆様の大切な1枚1枚の作品を世に送り出すための、最高のパートナーになることができると確信している」としている。
- 関連リンク
  - ITmedia - ミシンから“痛複合機”まで、ブラザー100年の軌跡を展示